# Sun Red Sun
Sun Red Sun (wym. [sʌn rɛd sʌn]) – amerykański zespół muzyczny utworzony w 1991 w Jamestown w stanie Karolina Północna. Powstał z inicjatywy wokalisty i gitarzysty Ala B. Romano. W pierwszym składzie znaleźli się również basista John McCoy i perkusista Mike Sciotto. W 1993 wokalistą został Ray Gillen. Po jego śmierci rolę tę przejął John West. Oba albumy studyjne, Sun Red Sun (1995) i Lost Tracks (2000), ukazały się na rynku po rozwiązaniu grupy w 1994.

## Historia
Zespół został utworzony w 1991 przez gitarzystę Ala B. Romano po tym, jak rozstał się on z solowym projektem Joeya Belladonny, wokalisty thrashmetalowej grupy Anthrax. Skład uzupełnili basista John McCoy i perkusista Mike Sciotto. W 1993 w zespole zaszły zmiany personalne. Odeszli McCoy i Sciotto. Ich miejsca zajęli Mike Starr – znany z występów w Alice in Chains – i perkusista Bobby Rondinelli, mający za sobą współpracę z grupami Black Sabbath, Blue Öyster Cult i Rainbow. Romano zrezygnował ze śpiewania. Wokalistą został Ray Gillen – były muzyk Badlands oraz Black Sabbath. W tym składzie muzycy nagrali demo Demo ‘93, w skład którego weszły trzy utwory – „Hard Life”, „Outrageous” i „Lock Me Up Inside”.
Debiutancki album studyjny, zatytułowany Sun Red Sun, został nagrany w tym samym roku w Electric Lady Studios w Nowym Jorku, którego założycielem i właścicielem był Jimi Hendrix, w i Studio 43. Produkcją albumu zajął się Romano z Leifem Masesem – mającym na swym koncie współpracę z takimi artystami jak, Black Sabbath, Jeff Beck, Jimmy Page i Led Zeppelin. Na albumie gościnnie wystąpił Chris Caffery z zespołu Trans-Siberian Orchestra (TSO), który zarejestrował solo na gitarze w utworze „Responsible”. W Wielkiej Brytanii album wydano nakładem Angel Air Records w 1998. Recenzent AllMusic, Greg Prato, pisał, że „podczas gdy reszta świata była zajęta kopiowaniem Nirvany lub, co ciekawe, byłego zespołu Starra [Alice in Chains], muzyka Sun Red Sun ma charakterystyczny metalowy styl lat 80., zwłaszcza takie utwory jak, «I Know a Place», «Hard Life» i «Intoxication». Fani melodyjnego, ale mocnego metalu lat 80., powinni cieszyć się tym niejasnym wydawnictwem – które okazało się ostatnim nagraniem Gillena”.
Gillen zmarł 1 grudnia 1993 z powodu AIDS. Jego śmierć spowodowała zmiany personalne; na nowego wokalistę wybrano Johna Westa, a miejsce Starra zajął John Monte. Muzycy występowali wspólnie przez rok. W 1994 zespół zaprzestał działalności. Debiutancki album ukazał się w 1995. 1 stycznia 2000 został wydany box set Sunset, w skład którego weszły trzy wydawnictwa. Drugi album studyjny, Lost Tracks, ukazał się niezależnie 29 marca 2000 (wcześniej cały materiał znalazł się na box secie Sunset).

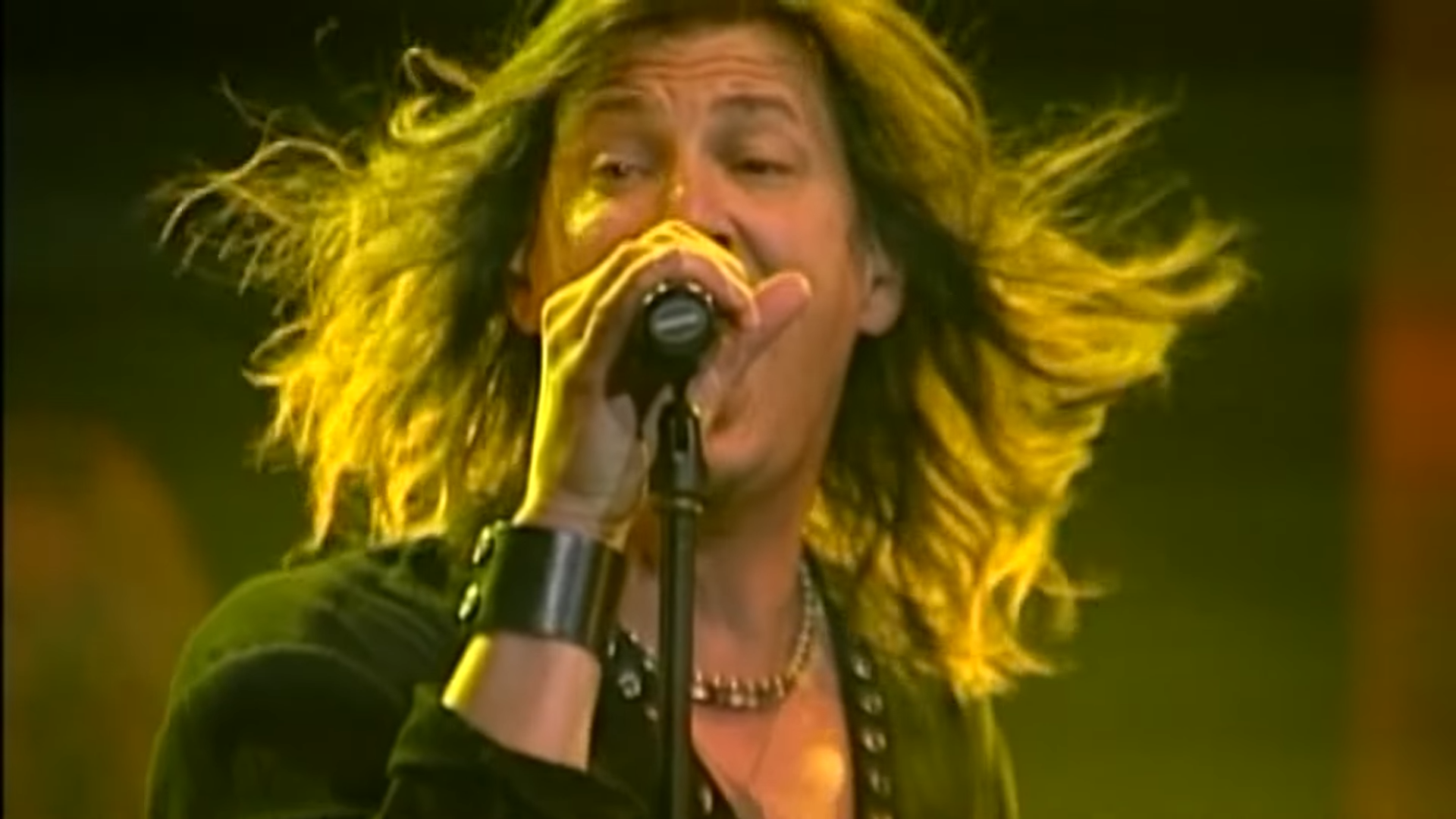
John West (na zdj. w 2006), wokalista zespołu w latach 1993–1994

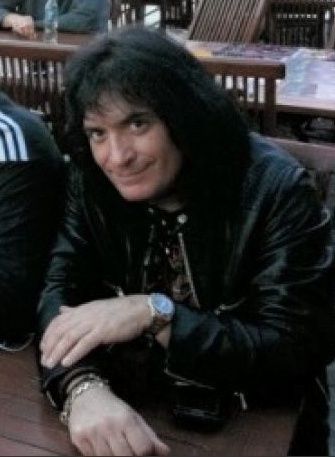
Bobby Rondinelli (na zdj. w 2011), perkusista zespołu w latach 1993–1994

Starr zmarł 8 marca 2011. Przyczyną zgonu było przedawkowanie metadonu i leków przeciwlękowych. W 2014 amerykańska formacja hardrockowa Lynch Mob nagrała album studyjny Sun Red Sun, będący hołdem złożonym dla Gillena.

## Skład zespołu
Opracowano na podstawie materiału źródłowego:
Ostatni skład
- John West – śpiew (1993–1994)
- Al B. Romano – śpiew (1991–1993), gitara elektryczna (1991–1994)
- John Monte – gitara basowa (1993–1994)
- Bobby Rondinelli – perkusja (1993–1994)

Byli członkowie
- John McCoy – gitara basowa (1991–1993)
- Mike Sciotto – perkusja (1991–1993)
- Ray Gillen (zmarły) – śpiew (1993)
- Mike Starr (zmarły) – gitara basowa (1993)

## Dyskografia

### Albumy demo
- Demo ‘93 (1993)

### Albumy studyjne
- Sun Red Sun (1995)
- Lost Tracks (2000)

### Box sety
- Sunset (2000)